# Pseudolychas
Genre
Pseudolychas est un genre de scorpions de la famille des Buthidae.

## Distribution
Les espèces de ce genre se rencontrent en Afrique du Sud, en Eswatini et dans le Sud du Mozambique.

## Liste des espèces
Selon The Scorpion Files (15/02/2021) :
- Pseudolychas ochraceus (Hirst, 1911)
- Pseudolychas pegleri (Purcell, 1901)
- Pseudolychas transvaalicus Lawrence, 1961

## Publication originale
- Kraepelin, 1911 : « Neue Beitrage zur Systematik der Gliederspinnen. » Mitteilungen aus dem Naturhistorischen Museum in Hamburg, vol. 28, p. 59-107 (texte intégral).